# Konserwatorium Paryskie
Konserwatorium Paryskie (fr. Conservatoire de Paris) – francuska uczelnia muzyczna i baletowa ufundowana w 1795 roku.
W 1946 została podzielona na dwa konserwatoria: jedno teatralne, znane jako Conservatoire national supérieur d’art dramatique, drugie muzyczno-baletowe – Conservatoire national supérieur de musique et de danse de Paris.

## Wydziały
W ramach uczelni działa osiem wydziałów:
- Wydział instrumentalistyki klasycznej i współczesnej (fr. Département des disciplines instrumentales classique et contemporaine)
- Wydział muzykologii i analizy dzieła muzycznego (Département musicologie et analyse)
- Wydział jazzu i improwizacji muzycznej (Département jazz et musiques improvisées)
- Wydział rzemiosła dźwięku (Département des métiers du son)
- Wydział wokalistyki (Département des disciplines vocales)
- Wydział pedagogiki (Département de pédagogie)
- Wydział kompozycji i dyrygentury (Département écriture, composition et direction d’orchestre)
- Wydział muzyki dawnej (Département musique ancienne)

## Znani absolwenci
- Adolphe Adam
- Juan Crisóstomo Arriaga
- Eckart Beinke
- Georges Bizet
- Nicolas-Charles Bochsa
- Joseph Bonnet
- Nadia Boulanger
- Pierre Boulez
- Alfredo Casella
- Marie-Madeleine Chevalier-Duruflé
- Pierre Cochereau
- Régine Crespin
- Claude Debussy
- Léo Delibes
- Jeanne Demessieux
- Alexandre Desplat
- Théodore Dubois
- Paul Dukas
- Marcel Dupré
- Marie-Madeleine Duruflé
- Maurice Duruflé
- Rolande Falcinelli
- Jean-Louis Florentz
- César Franck
- Charles Gounod
- Gabriel Grovlez
- Jean-Jacques Grunenwald
- Jean Guillou
- Ferdinand Hérold
- Louis Jullien
- Władysław Kędra[3]
- Pierre Labric
- Yvonne Loriod
- Alexandre Luigini
- Jules Massenet
- Mauro Maur
- Victor Maurel
- Max Méreaux
- Georges Migot
- Darius Milhaud
- Georges Moineau
- Marcel Moyse
- Arsène Muzerelle
- Joseph Neuhäuser
- Jean-Louis Petit
- Gabriel Pierné
- Paul Pierné
- Pierre Pincemaille
- Roland Pröll
- Raoul Pugno
- Maurice Ravel
- Daniel Roth
- Camille Saint-Saëns
- Thomas Daniel Schlee
- Emma Shapplin
- Mikis Theodorakis
- Ambroise Thomas
- Charles Tournemire
- Louis Vierne
- Henryk Wieniawski